# Équipe cycliste masculine Cofidis
Pour les articles homonymes, voir Cofidis (homonymie).
Cet article concerne l'équipe masculine. Pour l'équipe féminine, voir Équipe cycliste féminine Cofidis.
L'équipe cycliste Cofidis est une formation française de cyclisme sur route créée en 1996 par François Migraine, fondateur de la société de crédit Cofidis. Elle participe au ProTour de 2005 à 2009. Sponsorisée par Cofidis, elle est implantée elle aussi dans le département du Nord (son siège social se situe à Bondues).
Depuis 2022, une équipe féminine Cofidis est également liée à la structure.

## Histoire de l'équipe
L'équipe Cofidis est apparue en tant que structure à la fin de l'année 1996, pour intégrer le peloton professionnel en 1997.
Elle peut être considérée comme une « descendante indirecte » des équipes Castorama, Super U et Renault-Gitane dans la mesure où elle était dirigée à l'époque par Cyrille Guimard auquel lui était adjoint Bernard Quilfen, tous deux anciens dirigeants de l'équipe Castorama.

### 1996-2003: les années fastes

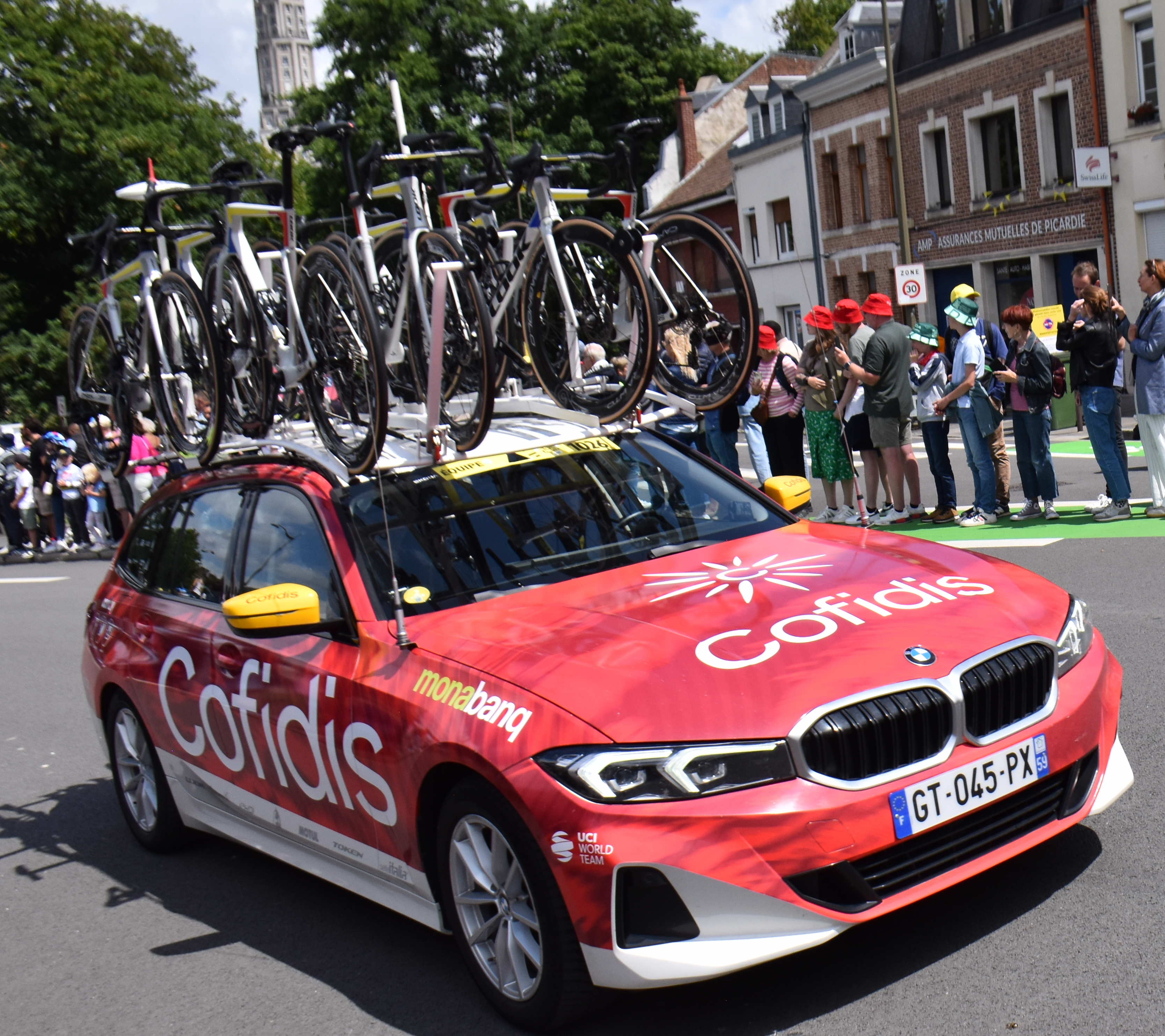
Tour de France 2025 - Véhicule Cofidis.

Dès sa première année, l'équipe Cofidis affiche une grande ambition et recrute des leaders de renom. De nombreux champions évolueront chez Cofidis, rencontrant parfois quelques mésaventures.
Ainsi figurent parmi les coureurs engagés pour la saison 1997 Maurizio Fondriest, Lance Armstrong et Tony Rominger. Ces deux derniers sont censés être les leaders de l'équipe pour les courses par étapes, et visent un podium voire la victoire sur les grands tours. Malheureusement, Lance Armstrong déclare un cancer des testicules dès le mois d'octobre 1996, et Tony Rominger se casse la clavicule en chutant lors de la 4e étape du Tour de France.
Les coureurs français de l'équipe réalisent tout de même une bonne saison : Philippe Gaumont remporte Gand-Wevelgem, Nicolas Jalabert la Coupe de France, et Laurent Desbiens une étape du Tour de France.
En 1998, Cofidis change d'encadrement : Cyrille Guimard s'en va, remplacé par Bernard Quilfen. La nouvelle star de l'équipe est Francesco Casagrande. Celui-ci remporte la Classique de Saint-Sébastien mais, après avoir été contrôlé positif à la testostérone (au Tour du Trentin et au Tour de Romandie), abandonne le Tour de France dès la 10e étape. Il ne reste qu'une saison au sein de Cofidis. En l'absence de son leader, l'équipe brille tout de même durant ce Tour de France mouvementé : elle remporte le classement par équipes, Bobby Julich termine 3e du classement général, devant Christophe Rinero, 4e et meilleur grimpeur. Roland Meier est 7e.
L'année suivante, Cofidis se renforce pour les classiques en recrutant les Belges Nico Mattan, Peter Farazijn et Frank Vandenbroucke. Ce dernier remporte notamment Liège-Bastogne-Liège, Het Volk et 2 étapes du Tour d'Espagne, mais amorce son déclin. Afin de contraindre l'encadrement de l'équipe à le sélectionner pour Paris-Roubaix, il abandonne Gand-Wevelgem. Quelques semaines plus tard, il est arrêté avec 15 autres personnes, soupçonné d'être un client de Bernard Sainz. L'équipe le suspend plusieurs semaines. Se fracturant le poignet au début de l'année 2000, il ne court quasiment plus et est transféré vers la Lampre en 2001.

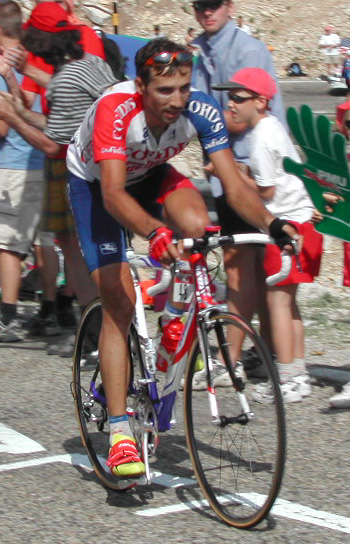
David Moncoutié durant le Tour de France 2002

La saison 2000 est celle de la révélation de David Millar. Ce jeune écossais, excellent rouleur, remporte la 1re étape (contre-la-montre) du Tour de France. La même année, David Moncoutié se révèle en terminant 2e du Tour de l'Avenir.
Ces deux coureurs deviennent les leaders de l'équipe pour les courses par étapes.
L'équipe Cofidis connaît alors ses meilleures années, terminant 6e du classement UCI par équipe en 2002, 7e en 2001 et 2003, notamment grâce à la victoire de Nico Mattan sur le GP de Plouay en 2001, à la 4e place d'Andrei Kivilev sur le Tour de France la même année, à la 13e place de David Moncoutié sur le Tour 2002, et à David Millar, qui remporte 3 victoires d'étapes sur le Tour d'Espagne et 2 sur le Tour de France entre 2001 et 2003, et devient champion du monde contre-la-montre en 2003 (titre dont il sera déclassé pour dopage par la suite).
Cette année-là, l'équipe est endeuillée par la mort d'Andrei Kivilev, victime d'une chute durant Paris-Nice.

### 2004: l'affaire Cofidis

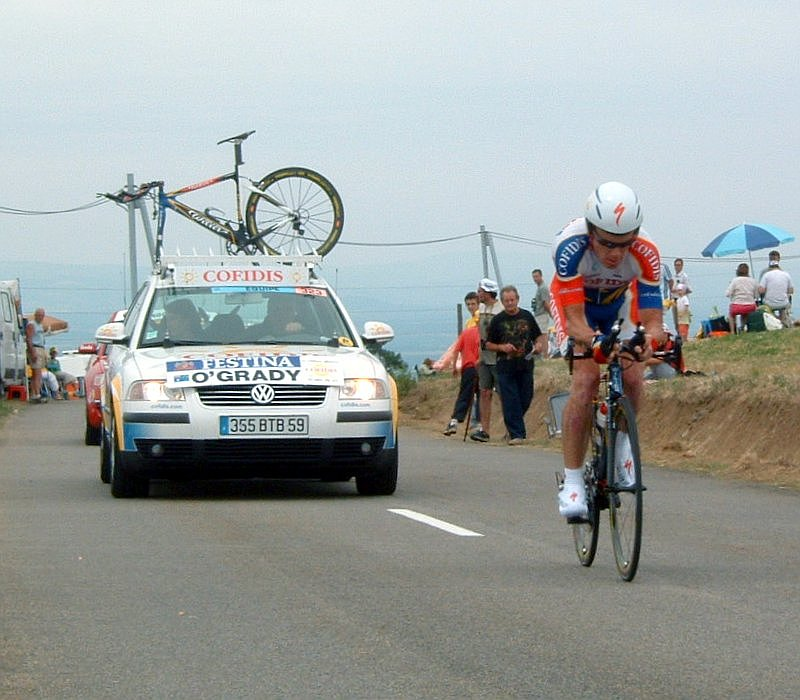
Stuart O'Grady durant le Tour de France 2005

Pour la saison 2004, Cofidis affichait de grandes ambitions. Avec le recrutement de Stuart O'Grady et d'Igor Astarloa, l'équipe se présentait en ce début d'année forte de trois champions du monde : Igor Astarloa (sur route en ligne), David Millar (contre-la-montre) et Laurent Gané (sur piste).
Mais cette année fut marquée par l'Affaire Cofidis. Concernant d'abord d'anciens membres de Cofidis et son soigneur Bogdan Madejak, elle s'élargit à plusieurs coureurs de l'équipe : Philippe Gaumont, David Millar, Massimiliano Lelli, Médéric Clain, Cédric Vasseur. Ce dernier sera finalement mis hors de cause. Les autres coureurs sont licenciés. Igor Astarloa quitte l'équipe et rejoint la Lampre. L'encadrement est modifié par le départ du médecin Jean-Jacques Menuet et d'Alain Bondue. Ce dernier est temporairement remplacé par Francis Van Londersele. Après s'être auto-suspendue durant un mois, Cofidis fait son retour à la compétition en mai et réalise tout de même une bonne saison, notamment grâce à Stuart O'Grady qui remporte 2 étapes du Dauphiné Libéré, une étape du Tour de France, et la Hew Cyclassics. David Moncoutié est également vainqueur d'étape sur le Tour de France, performance qu'il renouvelle en 2005.
Trois des anciens coureurs de l'équipe condamnés en 2007 à des peines de sursis dans cette affaire, sont morts de façon prématurée quelques années seulement après leur retraite sportive : Frank Vandenbroucke retrouvé mort par crise cardiaque à 34 ans en octobre 2009 dans une chambre d’hôtel au Sénégal, Philippe Gaumont mort également par crise cardiaque à 40 ans en mai 2013, puis Robert Sassone suicidé en janvier 2016 en Nouvelle-Calédonie après un cancer contre lequel il s'est battu pendant plusieurs années.
L'équipe Cofidis et son nouveau manager, Éric Boyer, mettent alors en avant une nouvelle politique sportive, se voulant fers de lance de la lutte contre le dopage, notamment par la réalisation de contrôles internes, et par une moindre pression sur les coureurs quant à leurs résultats (notamment la recherche de points UCI).

### 2005-2009: équipe ProTour
Cofidis prend part au ProTour dès sa création en 2005, mais ne fait plus partie des 10 meilleures équipes mondiales au classement UCI. Surtout, si l'équipe remporte toujours quelques victoires d'étapes sur les grands tours, elle ne parvient plus à s'imposer sur les classiques sur lesquelles elle se distinguait les années précédentes.
Durant le Tour de France 2007, Cristian Moreni fait l'objet d'un contrôle positif à la testostérone. Bien que rien ne mette en cause ses autres membres ni son encadrement, l'équipe se retire du Tour et suspend ses activités durant 2 semaines.
Après une encourageante saison 2008 (victoire d'étape sur le Tour, révélation sur les courses flandriennes), Sylvain Chavanel quitte l'équipe et rejoint la Quick Step. Malgré les efforts du leader David Moncoutié (en particulier lors du Tour d'Espagne), la saison 2009 est une déception. L'équipe perd même sa licence ProTour et évolue l'année suivante pour la première fois de son histoire en 2e division, confirmant le déclin de l'équipe.

### 2010-2014: équipe référence de deuxième division
Sans licence ProTour, l'équipe doit solliciter des invitations pour participer aux épreuves du calendrier UCI ProTour. Chaque année, elle est cependant une des équipes de deuxième division la plus invitée sur ces courses, bénéficiant d'une invitation systématique sur le Tour de France et le Tour d'Espagne (Cofidis est l'un des sponsors de la Vuelta). L'équipe recentre néanmoins ses activités sur la formation de jeunes coureurs et sur la participation aux épreuves du calendrier national et de l'UCI Europe Tour. En 2010, elle participe aux trois grands tours, remportant une étape sur le Tour d'Italie (Damien Monier) et le Tour d'Espagne (David Moncoutié). Moncoutié remporte également pour la troisième fois consécutive le classement du meilleur grimpeur de la Vuelta. Amaël Moinard sur Paris-Nice et Samuel Dumoulin sur le Tour de Catalogne sont également vainqueur d'étape sur une épreuve du Calendrier mondial. Leonardo Duque remporte quant à lui la Coupe de France avec un point d'avance.
La saison 2011 est marquée par des victoires prestigieuses en Espagne. Moncoutié remporte pour la quatrième et dernière fois une étape et le classement du meilleur grimpeur du Tour d'Espagne. Le grimpeur Rein Taaramäe se révèle, il se classe onzième du Tour de France et est lauréat d'une étape du Tour d'Espagne. Sur les courses d'une semaine, Samuel Dumoulin s'adjuge deux étapes au sprint du Tour de Catalogne, tandis que le jeune Tony Gallopin gagne le général de la Coupe de France.
En 2012, Samuel Dumoulin perpétue la tradition en s'offrant le classement général de la Coupe de France. Cette saison est cependant décevante, puisque l'équipe comptabilise uniquement six victoires, dont deux championnats nationaux. Si Moncoutié échoue dans sa quête du record de victoires du Grand Prix de la montagne sur la Vuelta, la saison est également ternie par le raid de la police française à l'hôtel de l'équipe lors du Tour de France pour arrêter le coureur Rémy Di Grégorio, suspecté de dopage (voir paragraphe plus bas). 2013 est une nouvelle saison difficile pour Cofidis. Elle est marquée par le départ de Samuel Dumoulin, principal pourvoyeur de victoires les années précédentes. Néanmoins, deux principales satisfactions sont à noter. D'une part Daniel Navarro, vainqueur du difficile Tour de Murcie, 5e au Critérium du Dauphiné et animateur du Tour de France où il se classe finalement neuvième. D'autre part Nicolas Edet, auteur d'une saison intéressante, qui grâce à une lutte quotidienne s'est adjugé le Grand Prix de la montagne du Tour d'Espagne.
En 2014, Clément Venturini apporte quatre victoires en cyclo-cross, dont le titre de champion de France de cyclo-cross espoirs. Très régulier, Julien Simon permet à l'équipe de gagner une nouvelle fois la Coupe de France, tandis que Daniel Navarro s'adjuge une étape du Tour d'Espagne.

### 2015 à 2019: l'ère Bouhanni

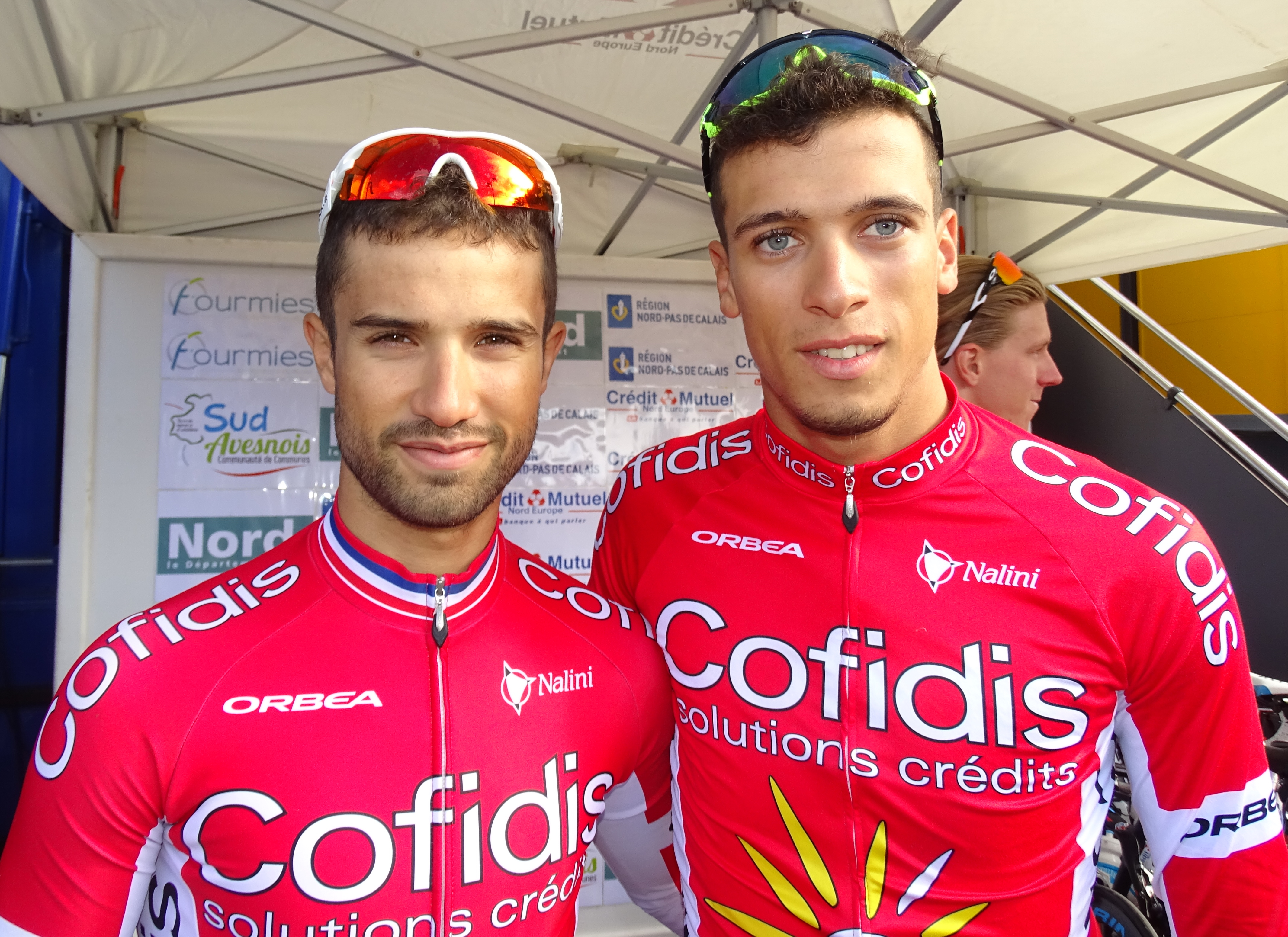
Nacer et son frère Rayane Bouhanni lors du départ du Grand Prix de Fourmies 2015.

Pour la saison 2015, l'équipe annonce la signature du vainqueur du classement par points du Tour d'Italie 2014, Nacer Bouhanni, ainsi que la venue de Dominique Rollin, Geoffrey Soupe et Steve Chainel. La signature de Bouhanni, sprinteur reconnu, doit permettre à l'équipe de renouer avec un plus grand nombre de victoires et de passer un cap. L'équipe choisit de se concentrer exclusivement autour de son leader, ce qui entraîne le départ des deux anciens leaders Jérôme Coppel et l'Estonien Rein Taaramäe. Ce changement s'avère payant puisque Bouhanni remporte 11 des 20 victoires de l'équipe, s'adjugeant notamment la Coupe de France, deux étapes du Critérium du Dauphiné et le classement final de l'UCI Europe Tour. Il est également sixième de Milan-San Remo. Il est par la suite malchanceux sur le championnat de France où il chute dans la dernière ligne droite, puis sur le Tour de France et le Tour d'Espagne, où il abandonne à chaque fois. Emmenée par son leader, Cofidis termine deuxième du classement par équipes de l'UCI Europe Tour.
En 2016, pour les vingt ans de l'équipe, Cofidis compte 12 victoires, dont 4 de Bouhanni sur le World Tour. Cependant, forfait pour le Tour, le leader de l'équipe ne participe à aucun grand tour et termine quatrième de Milan-San Remo, gêné par un saut de chaîne. Il est également déclassé pour « sprint irrégulier » d'une étape de Paris-Nice et de l'EuroEyes Cyclassics (Classique de Hambourg), deux courses qu'il avait remportées.
L'année 2017 commence avec le titre de Clément Venturini lors du championnat de France de cyclo-cross. Nacer Bouhanni décroche 7 des 13 succès de l'équipe et remporte le classement individuel de l'UCI Europe Tour, où Cofidis termine deuxième du classement par équipes. En 2018, Bouhanni gagne six courses, dont une étape du Tour d'Espagne. Il s'agit de la première victoire sur un grand tour depuis quatre ans pour Cofidis. Souvent placé, Hugo Hofstetter est à son tour lauréat du classement individuel de l'UCI Europe Tour, où Cofidis termine à nouveau deuxième du classement par équipes en comptant 21 succès. Christophe Laporte est de son côté quatrième de Gand-Wevelgem.
Lors de la saison 2019, Nacer Bouhanni ne décroche aucune victoire et, en conflit avec les dirigeants, il quitte l'équipe à la fin de l'année. Christophe Laporte (9 victoires) et Jesús Herrada (6 victoires, dont une étape du Tour d'Espagne) prennent le leadership de la formation. En avril, Cofidis fait partie des équipes qui postulent à la catégorie World Tour pour les saisons 2020 à 2022. La formation nordiste termine l'année avec 20 succès et une cinquième place sur l'UCI Europe Tour.

### 2020-2024: nouveau cycle en WorldTour avec Guillaume Martin en leader
En 2020, l'équipe fait son retour en première division, en obtenant une licence UCI WorldTeam. Cofidis recrute notamment le grimpeur Guillaume Martin, ainsi que le prolifique sprinteur italien Elia Viviani qui comptabilise 38 succès lors des trois dernières saisons. Ce dernier ne répond pas aux attentes et n'obtient aucun succès sur l'ensemble de la saison, une première pour lui depuis ses débuts professionnels en 2010. Le bilan de l'équipe est décevant, puisqu'elle totalise seulement deux victoires et une 19e place au classement UCI. Cependant, cette saison confirme l'éclosion de Guillaume Martin. Après avoir terminé troisième du général du Critérium du Dauphiné, il se classe à la onzième place du Tour de France et à l'issue de l'épreuve, l'équipe confirme son investissement sur lui,. Sur le Tour d'Espagne, il est piégé dans une bordure et écarté de la course au classement général. À l'attaque tout au long de l'épreuve, il termine deuxième derrière Tim Wellens lors de la cinquième étape, puis remporte le classement du meilleur grimpeur. Sixième du Tour des Flandres, Dimitri Claeys obtient le meilleur résultat de l'équipe sur une classique.
Les résultats sont en progression en 2021. L'équipe compte 12 succès et se classe 15e du classement UCI. Toujours régulier, Guillaume Martin est sixième de Paris-Nice, huitième du Tour de France et neuvième du Tour d'Espagne. Christophe Laporte décroche quatre succès et se classe deuxième d'À travers les Flandres, ainsi que sixième de Paris-Roubaix. De son côté, Victor Lafay remporte une étape du Tour d'Italie, une première pour la formation depuis 2010.
La saison 2022 voit les arrivées de Bryan Coquard, Benjamin Thomas, ainsi que Ion Izagirre et les départs notables de Christophe Laporte et d'Elia Viviani. Cette année marque également la création d'une équipe féminine avec un budget d'un million d'euros,. Avec 19 succès et une dixième place au classement UCI, l'équipe réalise sa meilleure saison depuis 2004. Avec seulement deux victoires en World Tour (Jesús Herrada sur le Tour d'Espagne et Ion Izagirre sur le Tour du Pays basque), ses coureurs ont surtout brillé sur les circuits continentaux. Leader de la formation, Guillaume Martin remporte le Tour de l'Ain et obtient des tops 10 sur plusieurs courses par étapes, mais est en retrait sur le Tour d'Italie (14e) et le Tour de France (abandon à cause du Covid). Sur les courses par étapes du World Tour, l'équipe compte deux podiums avec Ion Izagirre qui est deuxième du Tour du Pays basque et Simon Geschke troisième du Tour de Romandie, mais sans performances notables sur les classiques. Grâce à ses performances entre 2020 et 2022, Cofidis conserve sa licence World Tour jusqu'en 2025.
En 2023, Cofidis retrouve la 15e place du classement mondial avec 14 succès. Après 15 ans sans victoire d'étape sur le Tour de France, Victor Lafay et Ion Izagirre mettent un terme à cette disette pour l'équipe. Lors du Tour d'Espagne, Jesus Herrada remporte également une étape. Sur les courses par étapes, Guillaume Martin obtient une dixième place sur le Tour de France, Rémy Rochas est deuxième du Tour du Guangxi et Ion Izagirre prend la troisième place du Tour du Pays basque. Lors de la saison 2024, l'équipe touche le fond avec seulement 5 succès et une 20e place au classement UCI. En plus de résultats sportifs décevants, des problèmes managériales entrainent de nombreux départs,. La première victoire de la saison est obtenue seulement en mai par Benjamin Thomas sur le Tour d'Italie. Ion Izagirre obtient les meilleurs résultats de l'équipe en terminant quatrième du Tour de Lombardie et neuvième du Tour du Pays basque. En fin de saison 2024, Guillaume Martin et Axel Zingle quittent l'équipe.

## Cyclisme sur piste

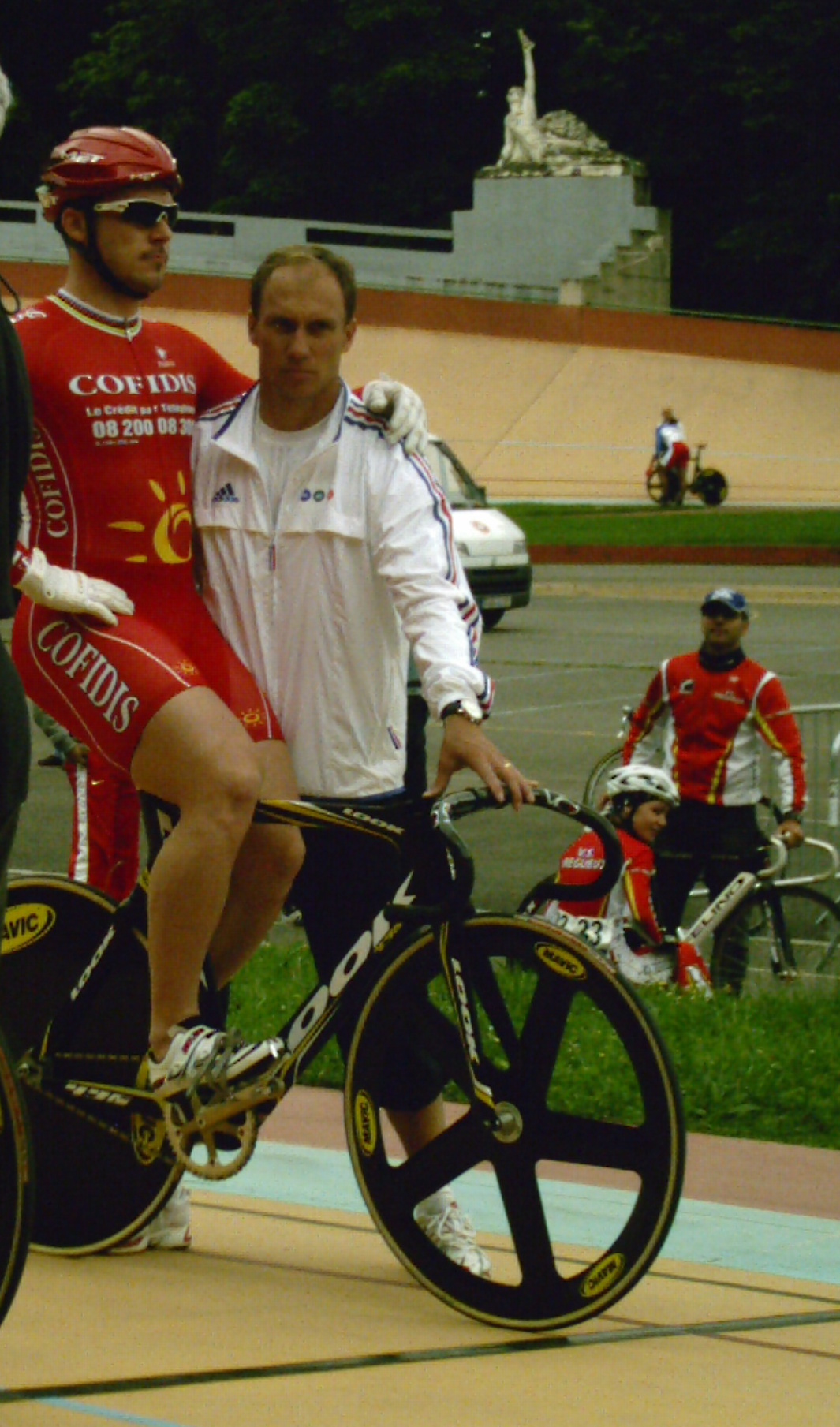
Arnaud Tournant, coureur de Cofidis de 1997 à 2008 et directeur sportif par la suite, ici avec Florian Rousseau en 2008

L'équipe Cofidis a, dès sa création, accueilli des pistards dans son effectif. Fin 2007, une équipe de cyclistes sur piste autonome a été créée, enregistrée en tant que telle auprès de l'Union cycliste internationale comme le permet le règlement du sport cycliste depuis 2004. Elle est entraînée à sa création par Benoît Vêtu. Elle est dirigée par Arnaud Tournant entre 2008 et 2010. Celui-ci a été coureur de Cofidis de 1997 à 2008, quatorze fois champion du monde durant cette période et champion olympique en 2000. Laurent Gané (1998-2005), Vincent Le Quellec (1998-2000), Arnaud Dublé (2001-2003), Mickaël Bourgain (1999-2009), Robert Sassone (2001-2003), Jérôme Neuville (2002), Stuart O'Grady (2002-2004), Bradley Wiggins (2006-2007) également champions du monde, ont été membre de Cofidis. Plusieurs « routiers » de Cofidis ont disputé des compétitions sur piste : Philippe Gaumont, Christophe Capelle, Francis Moreau.
Pour la saison 2009-2010, la dernière de l'équipe de cyclisme sur piste, Cofidis est composée de Quentin Lafargue, Kévin Sireau, François Pervis, Teun Mulder, Maximilian Levy, Leonardo Duque et Damien Monier.
| Nom              | Naissance  | Nationalité |
| ---------------- | ---------- | ----------- |
| Quentin Lafargue | 17.03.1990 | France      |
| Maximilian Levy  | 26.06.1987 | Allemagne   |
| Teun Mulder      | 18.06.1981 | Pays-Bas    |
| François Pervis  | 16.10.1984 | France      |
| Kévin Sireau     | 18.04.1987 | France      |

À l'issue de cette saison, Cofidis annonce arrêter son équipe sur piste. Seul Kévin Sireau bénéficie encore du soutien du sponsor jusqu'en 2012, année des Jeux olympiques de Londres.

## Paracyclisme
Depuis 1998, Cofidis parraine Laurent Thirionet, champion paralympique en 2004 et 2008 en catégorie LC3. En 2010, l'équipe Cofidis créée la première section paracycliste au sein d'une équipe professionnelle, avec le recrutement de Jérôme Lambert, évoluant également en catégorie LC3, et du tandem formé par Arnaud Grandjean, malvoyant, et Julien Hervio, son coéquipier. En 2011, l'effectif de l'équipe handisport se renforce avec l'arrivée de Jérémy Crépelière (MC4). Pour 2012, six coureurs font partie de l'équipe : Johan Ballatore (MC5), Kris Bosmans (MC3), Arnaud Grandjean et Julien Hervio (tandem), Jérôme Lambert et Laurent Thirionet (MC2).

## Encadrement de l'équipe

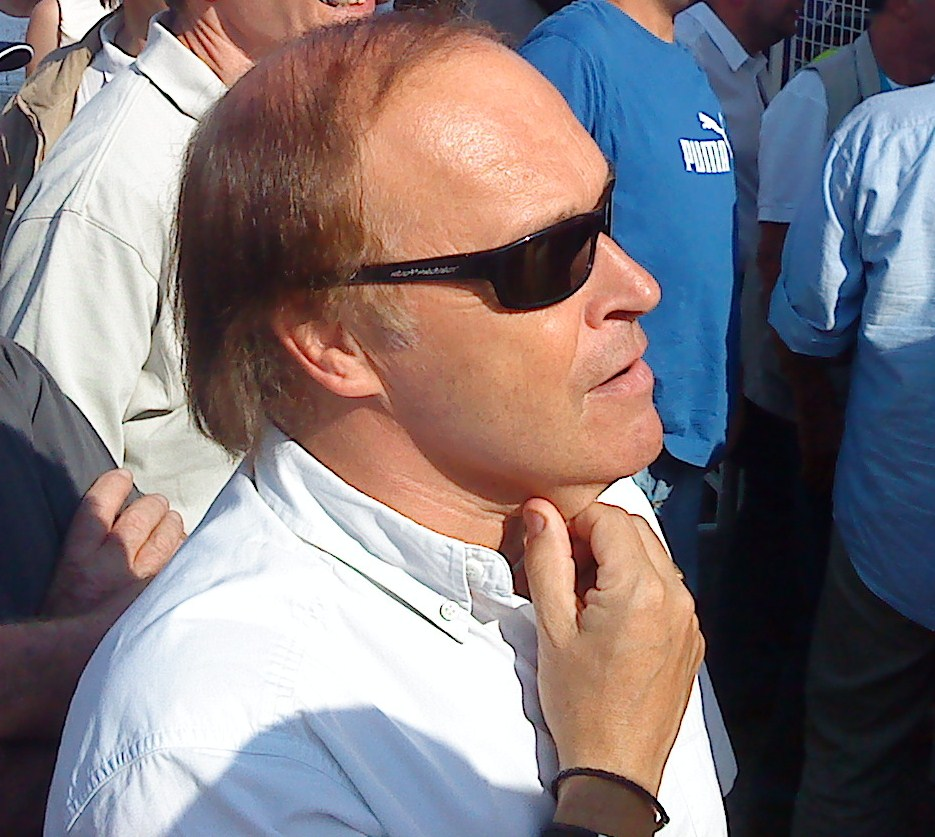
Alain Deloeuil en 2010

L'équipe Cofidis est dirigée durant sa première saison par Cyrille Guimard, célèbre dirigeant d'équipes cyclistes français ayant notamment dirigé les équipes Gitane et Renault dans les années 1970 et 1980, remportant sept Tours de France avec Lucien Van Impe, Bernard Hinault et Laurent Fignon. Il est alors entouré des directeurs sportifs Bernard Quilfen, à ses côtés depuis 1981 au sein des équipes Renault, Super U et Castorama, et Alain Deloeuil qui commence alors sa carrière de directeur sportif d'équipe professionnelle. Francis Van Londersele est l'entraîneur de l'équipe. Ancien conseiller technique régional de Picardie, il a été amené vers la fonction d'entraîneur d'équipe professionnelle par Cyrille Guimard en 1994 et a exercé pendant deux ans dans l'équipe Gan. Alain Bondue, ancien coureur nordiste dirigé par Guimard en 1986 et 1987, est chargé des relations publiques. Il était auparavant porte-parole de l'équipe Motorola, dont est également issu Lance Armstrong.
En octobre 1997, Cyrille Guimard est mis en examen pour « abus de biens sociaux, banqueroute par comptabilité fictive et par emploi de moyens ruineux pour obtenir du crédit, et fausse déclaration dans l’acte constitutif d’une société », dans une affaire liée à la société Siclor qu'il a lancée en 1996. Cette mise en examen entraîne son départ de l'équipe, en raison notamment des « risques médiatiques qui pourraient atteindre injustement Cofidis ».
Alain Bondue devient manager de l'équipe en 1998. L'ancien coureur Tony Rominger, leader de Cofidis en 1997, en devient consultant. L'encadrement de l'équipe reste le même jusqu'en 2003. À la suite de l'incident technique dont est victime David Millar lors du prologue du Tour de France 2003, les fonctions d'encadrement sportif d'Alain Bondue sont confiées à Francis Van Londersele, Bondue restant manager. L'affaire Cofidis qui éclate au début de l'année 2004, conduit la société Cofidis à se séparer d'Alain Bondue. Pour le remplacer, Alain Champetier, secrétaire général de la société Cofidis est nommé au poste de manager général par intérim, et Francis Van Londersele assure la direction de l'équipe,.

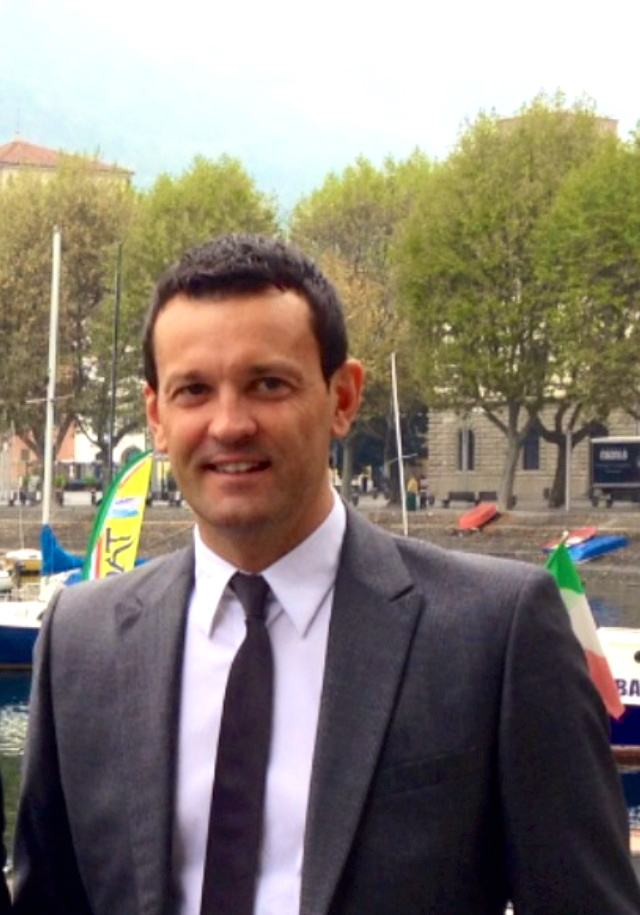
Cédric Vasseur, ici en octobre 2013, est nommé manager général en 2017.

En juin 2005, Éric Boyer devient manager général de l'équipe. Il a été coureur professionnel de 1985 à 1995 et consultant pour Eurosport et L'ÉquipeTV. L'équipe de directeurs sportifs reste la même (Van Londersele, Quilfen et Deloeuil). Lionel Marie est recruté aux fonctions de directeur sportif et d'entraîneur, avec pour mission de s'occuper des jeunes coureurs de l'équipe. Il a été conseiller technique régional et a dirigé l'équipe Crédit Agricole Espoirs de 2001 à 2004.
Lionel Marie rejoint l'équipe Slipstream-Chipotle en 2008. Il est remplacé au poste d'entraîneur par Vincent Villerius et au poste de directeur sportif par Jean-Luc Jonrond.
En 2010, Denis Leproux est recruté au poste de directeur sportif. Il exerçait cette fonction jusqu'en 2009 au sein de l'équipe Agritubel. Il reste dans le staff de l'équipe qu'une saison. L'année suivante voit l'arrivée de Didier Rous et de Stéphane Augé à la suite du départ de Francis Van Londersele. Bernard Quilfen quitte l'équipe à la fin de la saison 2011.
En juin 2012, Éric Boyer est licencié par l'équipe et est remplacé par Yvon Sanquer.
En 2013, Jean-Eudes Demaret est recruté au poste d'entraîneur, il était coureur dans l'équipe jusqu'en 2012. En 2015, l'entraîneur Jacques Decrion rejoint l'équipe avec Nacer Bouhanni. En 2016, Christian Guiberteau intègre le staff de l'équipe en tant que directeur sportif. À la fin de la saison 2016, Stéphane Augé quitte l'équipe.
Le 25 octobre 2017, Yvon Sanquer est remplacé par l'ancien coureur Cédric Vasseur en tant que manager de l'équipe. Le président de Cofidis Compétition Thierry Vittu justifie ce changement par des résultats décevants et une ambiance qui s'est dégradée. À la fin de la saison 2017, Didier Rous quitte l'équipe. L'italien Roberto Damiani et Thierry Marichal, ancien coureur de l'équipe de 2005 à 2006, rejoignent l'équipe des directeurs sportifs respectivement en 2018 et en 2019.
L'équipe Cofidis est présidée par Thierry Vittu, directeur des ressources humaines de Cofidis. Celui-ci quitte l'entreprise Cofidis en juillet 2023 pour prendre sa retraite. Il annonce en décembre 2023 quitter son poste à la tête de l'équipe cycliste.

## L'équipe Cofidis et le dopage
Le premier cas de dopage révélé au sein de l'équipe Cofidis est celui de son leader italien Francesco Casagrande. En 1998, il fait l'objet de deux contrôles antidopage, au Tour du Trentin en avril et au Tour de Romandie en mai, révélant une prise de testostérone. Autorisé à courir dans l'attente d'une décision des autorités italiennes, il participe au Tour de France en juillet et remporte la Classique de Saint-Sébastien en août. Critiquée, l'équipe Cofidis décide de ne plus aligner Casagrande en compétition tant qu'une décision ne serait pas prise. En septembre, la commission disciplinaire de la Fédération italienne de cyclisme prononce à son encontre une suspension de six mois, allongée de trois mois par le Tribunal italien du sport. Il est licencié par Cofidis.

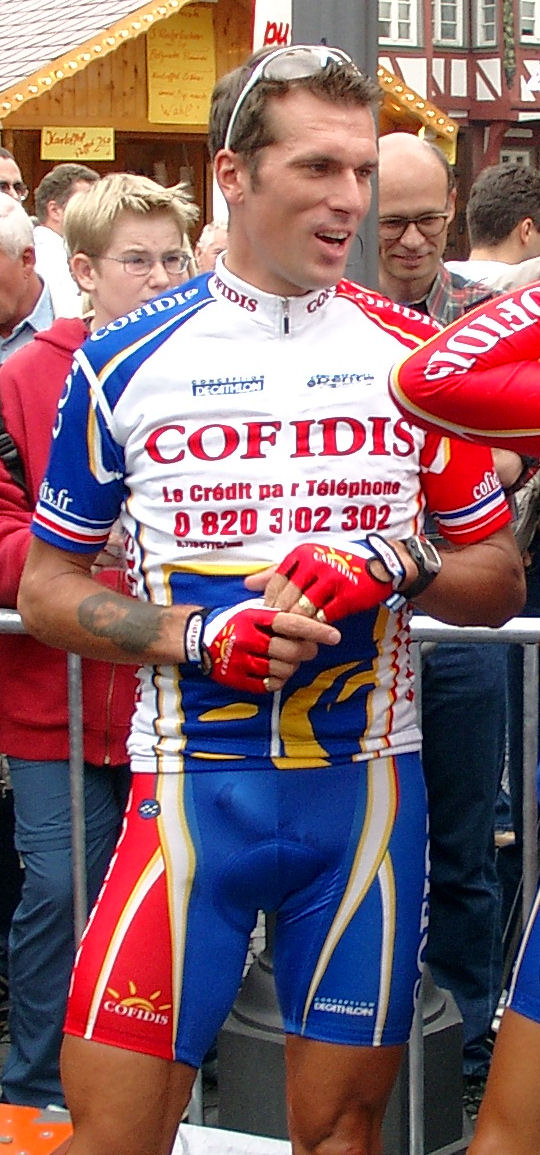
Philippe Gaumont, ici en 2003, l'un des principaux protagonistes de l'affaire Cofidis

Philippe Gaumont, dont un contrôle antidopage lors du Grand Prix du Midi libre en mai a révélé la présence de métabolites de la nandrolone est blanchi par la Fédération française de cyclisme « au bénéfice du doute ».
Une deuxième affaire intervient en mai 1999. À la suite de l'arrestation de Bernard Sainz et de l'avocat Bertrand Lavelot, plusieurs sportifs sont interpellés, dont les coureurs de Cofidis Philippe Gaumont et Frank Vandenbroucke. Ils sont suspendus provisoirement. Tous deux blanchis par la justice, ils sont tous les deux réintégrés dans l'équipe, respectivement en juillet et en septembre, après s'être engagé à ne plus consulter que le médecin de l'équipe,. Vandenbroucke, qui quitte Cofidis l'année suivante, et Bernard Sainz, seront de nouveaux impliqués dans une affaire de dopage en 2002.
En janvier 2004, une affaire de trafic de produits dopants, dite affaire Cofidis, éclate. L'enquête démarrée au printemps 2003 lorsque la brigade des stupéfiants implique un soigneur de Cofidis, Boguslaw Madejak, et plusieurs de ses coureurs. Elle aboutit en janvier 2007 à la condamnation par le tribunal correctionnel de Nanterre, entre autres, de Madejak, ainsi que des coureurs de Cofidis Philippe Gaumont, Robert Sassone, Marek Rutkiewicz et Médéric Clain. David Millar et Massimiliano Lelli, relaxés car « il n'est pas établi que les infractions reprochées aient été commises sur le territoire national », ont avoué leur implication et leur consommation de produits dopants. Ils ont été licenciés par Cofidis, comme les coureurs condamnés. Les sociétés Cofidis SA et Cofidis Compétition, qui s'étaient constituées parties civiles, ont été déboutées de leur demande de dommages-intérêts. Le tribunal a d'ailleurs estimé que « par leur implication dans le milieu du cyclisme professionnel, leur connaissance avérée du dopage et l'absence de mesures significatives prises pour l'enrayer, [elles] ne pouvaient ignorer le phénomène notoire du dopage ni son ampleur, d'autant que des personnalités du monde médical et sportif avaient de longue date stigmatisé ces pratiques connues de tous ».
Durant le printemps 2004, alors que les mises en examen des coureurs se succèdent, l'équipe Cofidis se retire de toute compétition pendant plus d'un mois. À l'issue de cette période de retrait, le manager Alain Bondue et le médecin Jean-Jacques Menuet démissionnent. L'équipe annonce l'adoption d'une « nouvelle ligne de conduite » vis-à-vis du dopage, impliquant la réalisation d'analyses capillaires et un suivi biologique mensuel, des contrôles inopinés, une sensibilisation des coureurs sur le dopage. Il est demandé aux directeurs sportifs de « faire courir les cyclistes au maximum 90 jours par an ». Le système de rémunération est modifié pour certains coureurs et pour l'encadrement et n'est plus lié au classement UCI.
En remplacement d'Alain Bondue, Cofidis recrute Éric Boyer au poste de manager en juin 2005. Ancien coureur, ayant avoué avoir consommé durant sa carrière « de la cortisone dans des instants difficiles », il a sur le dopage et les acteurs du cyclisme professionnel un discours offensif. Il dit ainsi en 2009 être « certain que la majorité des dirigeants n’ont pas la volonté de lutter contre le dopage ». Il doute de l'efficacité des contrôles antidopage, y compris du passeport sanguin, décrit ses coureurs « dégoûtés par certains coureurs sur lesquels ils ont plus que des doutes. ».
En 2006, le Français Tristan Valentin est contrôlé positif à l'heptaminol. Ce résultat, dont la faute est imputée au médecin de l'équipe qui le lui a prescrit pour soigner des varices, lui vaut une suspension de six mois. Le médecin est licencié par Cofidis.

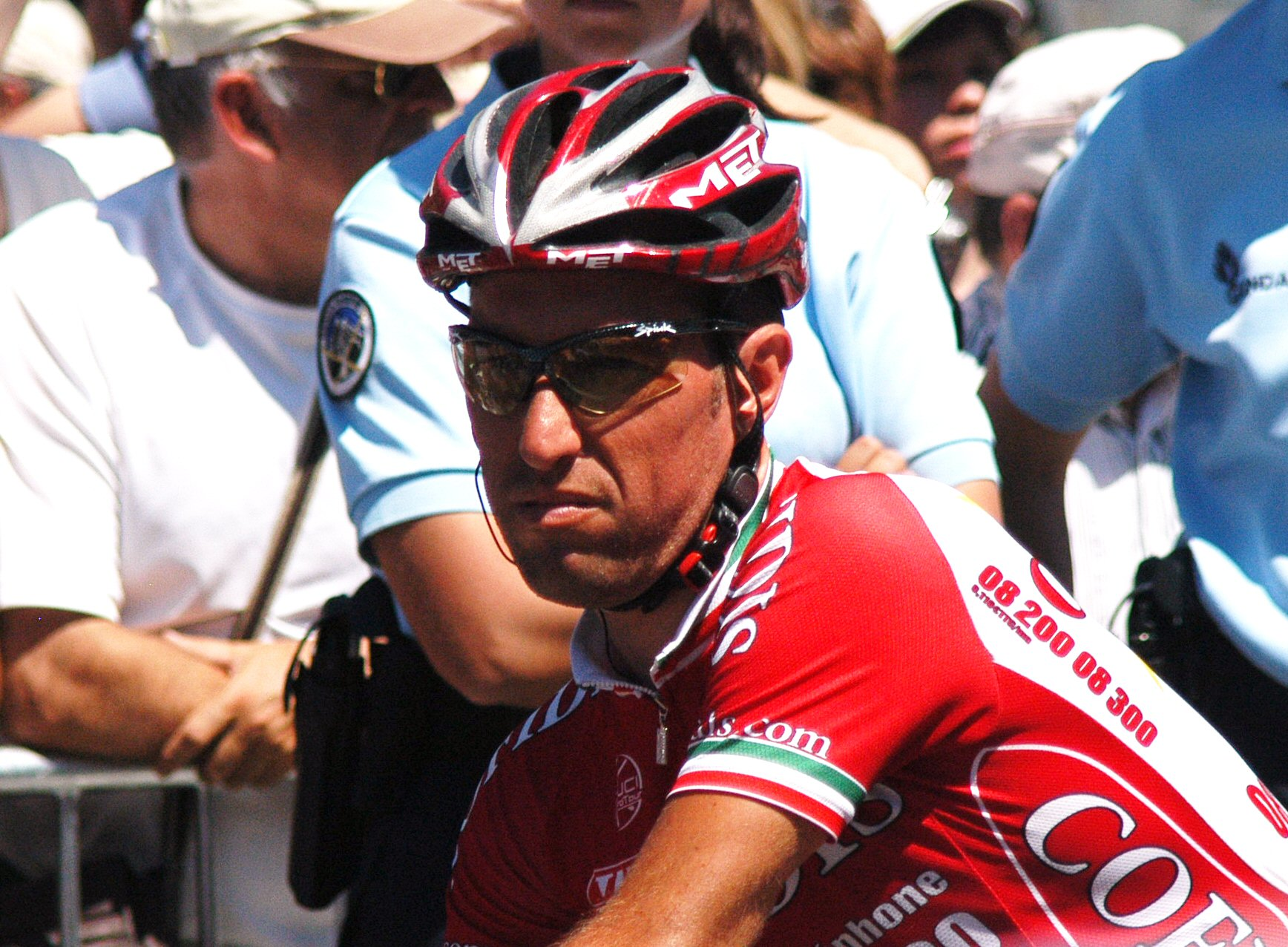
Cristian Moreni, dont le contrôle positif à la testostérone lors du Tour de France 2007 entraîne le retrait de l'équipe Cofidis

Pendant le Tour de France 2007, l'Italien Cristian Moreni est contrôlé positif à la testostérone. Il admet avoir consommé cette substance et « dédouane l'équipe comme l'encadrement médical ». L'équipe Cofidis le licencie et décide de se retirer du Tour,. Pendant ce Tour de France, sept équipes dont Cofidis créent le Mouvement pour un cyclisme crédible (MPCC), association d'équipes professionnelles qui se donne entre autres buts celui de faire respecter les règles antidopage, et se dote d'un code de conduite plus strict que le Code mondial antidopage (prescription d'un arrêt de 15 jours pour un coureur soigné par infiltration locale de corticoïdes, auto-suspension de l'équipe en cas de contrôles positifs et de contrôles sanguins anormaux).
Durant le Tour de France 2012, le coureur Rémy Di Grégorio est interpellé et placé en garde à vue durant la première journée de repos dans le cadre d'une enquête ouverte l'année précédente. Cofidis, invoquant son adhésion au MPCC, suspend Rémy Di Grégorio, sans toutefois décider du retrait de la totalité de l'équipe. Rémy Di Grégorio est mis en examen avec le naturopathe Christian Segui le 12 juillet 2012. Il est licencié par Cofidis le 20 septembre 2012 pour faute grave. Le 9 octobre 2013, le Tribunal des prud'hommes de Marseille condamne Cofidis à 350 000 € nets, en plus de divers rappels de salaires, pour licenciement abusif, affirmant qu'« au jour du licenciement aucune culpabilité n'a été établie ». Cofidis décide de faire appel. Finalement Di Grégorio est condamné le 2 juillet 2018 à un an de prison avec sursis et à 2 000 euros d'amende, pour avoir détenu du matériel permettant de se doper.
En octobre 2012, Bobby Julich qui a couru pour l'équipe entre 1997 et 1999, avoue s'être dopé à l'EPO entre août 1996 et juillet 1998. Cet aveu intervient quelques jours après la décision de suspendre Lance Armstrong à vie et de lui retirer ses résultats obtenus depuis août 1998. L'enquête qui a abouti à cette sanction a recueilli les témoignages de plusieurs cyclistes américains ayant également reconnu s'être dopés. Il démissionne dans la foulée de son poste d'entraîneur de l'équipe Sky.
En juillet 2013, les travaux d'une commission d'enquête sénatoriale sur l'efficacité contre le dopage révèlent que des analyses réalisées en 2004 mettent en évidence la présence d'EPO dans l'urine de Laurent Desbiens lors du Tour de France 1998, durant duquel il a porté pendant deux jours le maillot jaune. C'est également le cas de Kevin Livingston. Roland Meier est également cité dans le rapport, comme présentant des résultats d'analyses litigieux, un premier échantillon a bien été contrôlé positif, mais les analyses suivantes n'ont pas confirmé ce résultat.

## Classements UCI
De 1997 à 2004, Cofidis est classée parmi les Groupes Sportifs I, la première catégorie des équipes cyclistes professionnelles. Les classements détaillés ci-dessous pour cette période sont ceux de la formation Cofidis en fin de saison. À partir de 2005, l'équipe dispute le ProTour, qui donne lieu en fin de saison à un classement des 20 équipes le composant. De 2010 à 2019, elle ne fait plus partie des équipes ProTour, donc elle est classée dans l'UCI Europe Tour. Elle récupère une licence d'UCI WorldTeam en 2020.
| Saison | Classement par équipes | Meilleur coureur au classement individuel |
| ------ | ---------------------- | ----------------------------------------- |
| 1997   | 22e                    | Maurizio Fondriest (107e)                 |
| 1998   | 11e                    | Francesco Casagrande (16e)                |
| 1999   | 16e                    | Frank Vandenbroucke (3e)                  |
| 2000   | 15e                    | Jo Planckaert (71e)                       |
| 2001   | 7e                     | David Millar (16e)                        |
| 2002   | 6e                     | Jo Planckaert (30e)                       |
| 2003   | 7e                     | David Millar (20e)                        |
| 2004   | 10e                    | Stuart O'Grady (8e)                       |

À compter de 2005, l'équipe intègre le ProTour. Le tableau ci-dessous présente les classements de l'équipe sur ce circuit, ainsi que son meilleur coureur au classement individuel.
| Saison | Classement par équipes | Meilleur coureur au classement individuel |
| ------ | ---------------------- | ----------------------------------------- |
| 2005   | 11e                    | David Moncoutié (30e)                     |
| 2006   | 12e                    | Cristian Moreni (30e)                     |
| 2007   | 12e                    | Maxime Monfort (72e)                      |
| 2008   | 16e                    | Nick Nuyens (31e)                         |

En 2009, le classement du ProTour est remplacé par le Calendrier mondial UCI.
| Calendrier mondial | Calendrier mondial     | Calendrier mondial                        | Calendrier mondial |
| Année              | Classement par équipes | Meilleur coureur au classement individuel |                    |
| ------------------ | ---------------------- | ----------------------------------------- | ------------------ |
| 2009               | 20e                    | Rein Taaramäe (49e)                       |                    |
| 2010               | 20e                    | Rein Taaramäe (45e)                       |                    |
|                    |                        |                                           |                    |
| Source : UCI       |                        |                                           |                    |

En 2016, le Classement mondial UCI qui prend en compte toutes les épreuves UCI est mis en place parallèlement à l'UCI World Tour et aux circuits continentaux. Il remplace définitivement l'UCI World Tour en 2019.
| Classement mondial | Classement mondial     | Classement mondial                        | Classement mondial |
| Année              | Classement par équipes | Meilleur coureur au classement individuel |                    |
| ------------------ | ---------------------- | ----------------------------------------- | ------------------ |
| 2016               | -                      | Nacer Bouhanni (20e)                      |                    |
| 2017               | -                      | Nacer Bouhanni (29e)                      |                    |
| 2018               | -                      | Hugo Hofstetter (57e)                     |                    |
| 2019               | 21e                    | Jesús Herrada (56e)                       |                    |
| 2020               | 19e                    | Guillaume Martin (18e)                    |                    |
| 2021               | 15e                    | Christophe Laporte (41e)                  |                    |
| 2022               | 10e                    | Guillaume Martin (35e)                    |                    |
| 2023               | 15e                    | Guillaume Martin (36e)                    |                    |
| 2024               | 20e                    | Axel Zingle (55e)                         |                    |
|                    |                        |                                           |                    |
| Source : UCI       |                        |                                           |                    |

De 2010 à 2019, l'équipe ne fait plus partie des équipes ProTour. Elle participe principalement aux épreuves des circuits continentaux. Les tableaux ci-dessous présentent les classements de l'équipe sur les différents circuits, ainsi que son meilleur coureur au classement individuel.
UCI Africa Tour
| UCI Africa Tour | UCI Africa Tour        | UCI Africa Tour                           | UCI Africa Tour |
| Année           | Classement par équipes | Meilleur coureur au classement individuel |                 |
| --------------- | ---------------------- | ----------------------------------------- | --------------- |
| 2010            | 4e                     | Samuel Dumoulin (24e)                     |                 |
| 2013            | 11e                    | Adrien Petit (54e)                        |                 |
| 2014            | 13e                    | Egoitz García (29e)                       |                 |
| 2019            | -                      | Natnael Berhane (9e)                      |                 |
| 2020            | -                      | Natnael Berhane (70e)                     |                 |
|                 |                        |                                           |                 |
| Source : UCI    |                        |                                           |                 |

UCI America Tour
| UCI America Tour | UCI America Tour       | UCI America Tour                          | UCI America Tour |
| Année            | Classement par équipes | Meilleur coureur au classement individuel |                  |
| ---------------- | ---------------------- | ----------------------------------------- | ---------------- |
| 2015             | 29e                    | Anthony Turgis (77e)                      |                  |
| 2019             | -                      | Darwin Atapuma (132e)                     |                  |
|                  |                        |                                           |                  |
| Source : UCI     |                        |                                           |                  |

UCI Asia Tour
| UCI Asia Tour | UCI Asia Tour          | UCI Asia Tour                             | UCI Asia Tour |
| Année         | Classement par équipes | Meilleur coureur au classement individuel |               |
| ------------- | ---------------------- | ----------------------------------------- | ------------- |
| 2015          | 57e                    | Nacer Bouhanni (136e)                     |               |
| 2016          | 80e                    | Nacer Bouhanni (384e)                     |               |
| 2018          | 29e                    | Jesús Herrada (72e)                       |               |
|               |                        |                                           |               |
| Source : UCI  |                        |                                           |               |

UCI Europe Tour
| UCI Europe Tour | UCI Europe Tour        | UCI Europe Tour                           | UCI Europe Tour |
| Année           | Classement par équipes | Meilleur coureur au classement individuel |                 |
| --------------- | ---------------------- | ----------------------------------------- | --------------- |
| 2010            | 4e                     | Jens Keukeleire (7e)                      |                 |
| 2011            | 5e                     | Tony Gallopin (14e)                       |                 |
| 2012            | 7e                     | Samuel Dumoulin (7e)                      |                 |
| 2013            | 11e                    | Adrien Petit (60e)                        |                 |
| 2014            | 3e                     | Julien Simon (7e)                         |                 |
| 2015            | 2e                     | Nacer Bouhanni (1er)                      |                 |
| 2016            | 3e                     | Nacer Bouhanni (8e)                       |                 |
| 2017            | 2e                     | Nacer Bouhanni (1er)                      |                 |
| 2018            | 2e                     | Hugo Hofstetter (1er)                     |                 |
| 2019            | 5e                     | Jesús Herrada (44e)                       |                 |
| 2020            | -                      | Guillaume Martin (16e)                    |                 |
| 2021            | -                      | Christophe Laporte (35e)                  |                 |
| 2022            | -                      | Guillaume Martin (29e)                    |                 |
| 2023            | -                      | Guillaume Martin (33e)                    |                 |
| 2024            | -                      | Axel Zingle (43e)                         |                 |
|                 |                        |                                           |                 |
| Source : UCI    |                        |                                           |                 |

UCI Oceania Tour
| UCI Oceania Tour | UCI Oceania Tour       | UCI Oceania Tour                          | UCI Oceania Tour |
| Année            | Classement par équipes | Meilleur coureur au classement individuel |                  |
| ---------------- | ---------------------- | ----------------------------------------- | ---------------- |
| 2005             | 9e                     | Christopher Sutton (10e)                  |                  |
| 2020             | -                      | Nathan Haas (20e)                         |                  |
| 2021             | -                      | Nathan Haas (52e)                         |                  |
|                  |                        |                                           |                  |
| Source : UCI     |                        |                                           |                  |

## Principales victoires

### Courses d'un jour

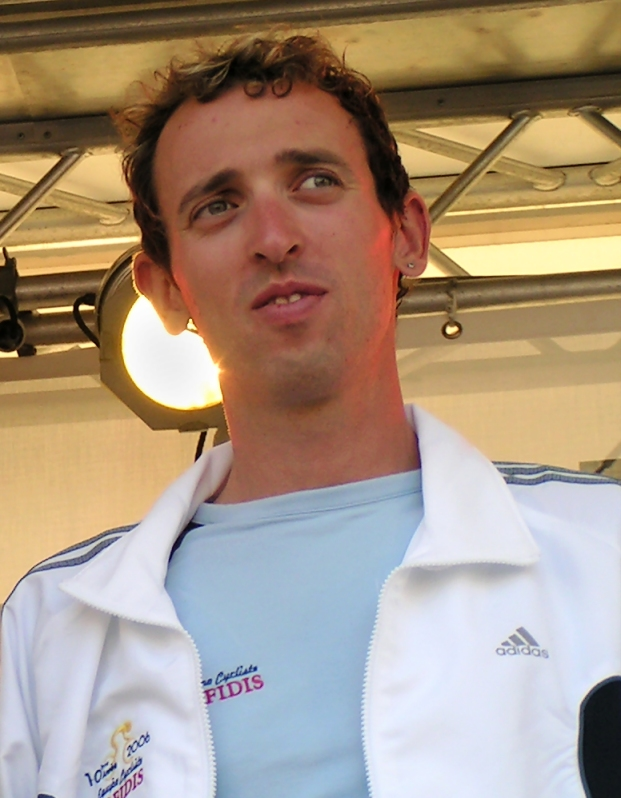
Leonardo Bertagnolli au Tour d'Allemagne 2006

Victoires sur les classiques World Tour ou équivalent (en gras les victoires sur les classiques « Monuments ») :
- Gand-Wevelgem : 1997 (Philippe Gaumont)
- Classique de Saint-Sébastien : 1998 (Francesco Casagrande)
- Liège-Bastogne-Liège : 1999 (Frank Vandenbroucke)
- Championnat de Zurich : 1999 (Grzegorz Gwiazdowski)
- HEW Cyclassics : 2004 (Stuart O'Grady)

Victoires sur les autres courses d'un jour :
- Route Adélie de Vitré : 1997 (Nicolas Jalabert), 2022 (Axel Zingle)
- GP de la Ville de Rennes : 1997 (Nicolas Jalabert)
- Critérium des Abruzzes : 1998 (Francesco Casagrande)
- À Travers le Morbihan/Grand Prix de Plumelec-Morbihan : 1998 (Laurent Desbiens), 2014 (Julien Simon)
- Trofeo Matteotti : 1998 (Francesco Casagrande)
- Grand Prix d'ouverture La Marseillaise : 1999 (Frank Vandenbroucke), 2008 (Hervé Duclos-Lassalle), 2009 (Rémi Pauriol), 2012 (Samuel Dumoulin)
- Circuit Het Volk : 1999 (Frank Vandenbroucke)
- Trophée des Grimpeurs : 1999 (Laurent Roux)
- Boucles de l'Aulne : 1999 (Claude Lamour), 2024 (Axel Zingle)
- Circuit du Houtland : 2000 (Niko Eeckhout)
- Grand Prix de Lillers-Souvenir Bruno Comini : 2000 (Francis Moreau), 2001 (Jean-Michel Tessier)
- GP Rudy Dhaenens : 2000 (Niko Eeckhout)
- Tro Bro Leon : 2000 (Jo Planckaert), 2014 (Adrien Petit), 2018 (Christophe Laporte)
- Championnat des Flandres : 2000 (Niko Eeckhout)
- À travers les Flandres : 2001 (Niko Eeckhout), 2008 (Sylvain Chavanel)
- Grand Prix de Plouay : 2001 (Nico Mattan)
- GP Jef Scherens : 2001 (Niko Eeckhout)
- Delta Profronde : 2001 (Niko Eeckhout)
- Memorial Rik van Steenbergen : 2001, 2003 (Niko Eeckhout)
- Tour du Piémont : 2001 (Nico Mattan)
- Clásica de Alcobendas : 2002 (David Moncoutié)
- Grand Prix d'Isbergues : 2002 (Cédric Vasseur), 2015 (Nacer Bouhanni), 2021 (Elia Viviani)
- Circuit des bords flamands de l'Escaut : 2003 (Chris Peers)
- Grand Prix de Lugano : 2003 (David Moncoutié), 2004 (Frédéric Bessy), 2009 (Rémi Pauriol), 2010 (Samuel Dumoulin)
- Tallinn GP : 2003 (Arnaud Coyot)
- GP de Villers-Cotterêts : 2004 (Stuart O'Grady)
- Grand Prix de Denain : 2005, 2006 (Jimmy Casper), 2015 (Nacer Bouhanni), 2022 (Max Walsheid)
- GP Cholet-Pays de la Loire : 2007 (Stéphane Augé), 2010 (Leonardo Duque), 2021 (Elia Viviani)
- Châteauroux Classic de l'Indre : 2007 (Chris Sutton)
- Duo Normand : 2007 (Bradley Wiggins et Michiel Elijzen)
- Flèche brabançonne : 2008 (Sylvain Chavanel)
- Le Samyn : 2010 (Jens Keukeleire)
- Nokere Koerse : 2010 (Jens Keukeleire), 2017 (Nacer Bouhanni)
- Paris-Camembert : 2010 (Sébastien Minard), 2017 (Nacer Bouhanni)
- Flèche d'Émeraude : 2011 (Tony Gallopin)
- SEB Tartu GP : 2011 (Jean-Eudes Demaret)
- Tour de Murcie : 2013 (Daniel Navarro)
- Classic Loire-Atlantique : 2013 (Edwig Cammaerts), 2016 (Anthony Turgis), 2022 (Anthony Perez) et 2023 (Axel Zingle)
- Tour du Doubs : 2014 (Rein Taaramäe), 2018 (Julien Simon) et 2023 (Jesús Herrada)
- Halle-Ingooigem : 2015 (Nacer Bouhanni)
- Circuit de Getxo : 2015 (Nacer Bouhanni)
- Tour de Vendée : 2015 (Christophe Laporte), 2016 (Nacer Bouhanni), 2022 (Bryan Coquard)
- Prix national de clôture : 2015 (Nacer Bouhanni)
- Grand Prix Marcel Kint : 2018 (Nacer Bouhanni)
- Trofeo Ses Salines-Campos-Porreres-Felanitx : 2019 (Jesús Herrada)
- Tour du Finistère : 2019 (Julien Simon)
- Mont Ventoux Dénivelé Challenges : 2019 (Jesús Herrada)
- À travers le Hageland : 2019 (Kenneth Vanbilsen)
- Coupe Sels : 2019 (Attilio Viviani)
- Famenne Ardenne Classic : 2019 (Dimitri Claeys), 2022 (Axel Zingle)
- Trofeo Serra de Tramuntana : 2021 (Jesús Herrada)
- Circuit de Wallonie : 2021 (Christophe Laporte)
- Mercan'Tour Classic Alpes-Maritimes : 2021 (Guillaume Martin)
- Grand Prix de Fourmies : 2021 (Christophe Laporte)
- Grand Prix de Wallonie : 2021 (Christophe Laporte)
- Classic Grand Besançon Doubs : 2022 (Jesús Herrada) et 2023 (Victor Lafay)
- Paris-Chauny : 2022 (Simone Consonni)
- Drôme Classic : 2023 (Anthony Perez)
- Grand Prix Miguel Indurain : 2023 (Ion Izagirre)

### Courses par étapes
- Tour de l'Ain : 1997 (Bobby Julich), 1999 (Grzegorz Gwiazdowski), 2009 (Rein Taaramäe), 2011 (David Moncoutié), 2022 (Guillaume Martin)
- Tour de l'Avenir : 1998 (Christophe Rinero)
- Critérium International : 1998 (Bobby Julich)
- Étoile de Bessèges : 2000 (Jo Planckaert), 2001 (Niko Eeckhout), 2007 (Nick Nuyens), 2010 (Samuel Dumoulin), 2019 (Christophe Laporte), 2022 (Benjamin Thomas)
- Circuit de la Sarthe : 2001 (David Millar), 2005 (Sylvain Chavanel)
- Trois Jours de La Panne : 2001 (Nico Mattan)
- Tour du Danemark : 2001 (David Millar)
- Circuit Franco-Belge : 2001 (Chris Peers), 2004 (Jimmy Casper)
- Tour du Limousin : 2002 (Massimiliano Lelli), 2006 (Leonardo Duque), 2018 (Nicolas Edet)
- Tour du Poitou-Charentes : 2002 (Guido Trentin), 2003 (Robert Sassone), 2006 (Sylvain Chavanel), 2019 (Christophe Laporte)
- Paris-Corrèze : 2003 (Cédric Vasseur), 2010 (Mickaël Buffaz), 2011 (Samuel Dumoulin), 2012 (Egoitz García)
- Tour de Picardie : 2003 (David Millar), 2006 (Jimmy Casper)
- Tour de Hesse : 2003 (Cédric Vasseur)
- Quatre Jours de Dunkerque : 2008 (Stéphane Augé), 2017 (Clément Venturini), 2018 (Dimitri Claeys)
- Tour de Wallonie : 2009 (Julien El Fares)
- Trois Jours de Flandre-Occidentale : 2010 (Jens Keukeleire), 2014 (Gert Jõeäär)
- Route du Sud : 2010 (David Moncoutié)
- Tour méditerranéen : 2011 (David Moncoutié)
- Rhône-Alpes Isère Tour : 2013 (Nico Sijmens)
- Tour d'Estonie : 2013 (Gert Jõeäär)
- Tour du Gévaudan : 2013 (Yoann Bagot)
- Boucles de la Mayenne : 2015 (Anthony Turgis) et 2022 (Benjamin Thomas)
- Tour de Luxembourg : 2019 (Jesús Herrada)

### Championnats nationaux
| - Championnats d'Érythrée sur route : 2 - Course en ligne : 2019 (Natnael Berhane) - Contre-la-montre : 2018 (Daniel Teklehaimanot) - Championnats d'Estonie sur route : 13 - Course en ligne : 2001, 2003 (Janek Tombak), 2009, 2013 (Rein Taaramäe), 2010 (Kalle Kriit), 2015 (Gert Jõeäär) - Contre-la-montre : 2009, 2011, 2012 (Rein Taaramäe), 2014, 2015 et 2016 (Gert Jõeäär) - Course en ligne espoirs : 2009 (Rein Taaramäe) - Championnats de France sur route : 3 - Contre-la-montre : 2005, 2006 et 2008 (Sylvain Chavanel) - Championnats de Lettonie sur route : 1 - Course en ligne : 2012 (Aleksejs Saramotins) - Championnats du Luxembourg sur route : 1 - Contre-la-montre : 2000 (Steve Fogen) | - Championnats de France de cyclo-cross : 2 - Élites : 2017 (Clément Venturini) - Espoirs : 2014 (Clément Venturini) - Championnats de France sur piste : 23 - Demi-fond : 2008 (Mickaël Buffaz) - Poursuite individuelle : 1998 (Francis Moreau), 2000 (Philippe Gaumont), 2002 (Laurent Gané), 2005 et 2008 (Damien Monier), 2023 et 2024 (Benjamin Thomas) - Poursuite individuelle espoirs : 2003 (Damien Monier) - Poursuite par équipes : 2000 (Philippe Gaumont) - Keirin : 2003 (Laurent Gané), 2004, 2005, 2009 (Mickaël Bourgain) et 2008 (Kévin Sireau) - Vitesse : 1999, 2001, 2002, 2003, 2004 (Laurent Gané), 2006 (Arnaud Tournant) et 2008 (Kévin Sireau) - Kilomètre : 2003 (Mickaël Bourgain), 2004 (Arnaud Tournant) et 2009 (François Pervis) |

## Résultats sur les grands tours
- Tour de France :

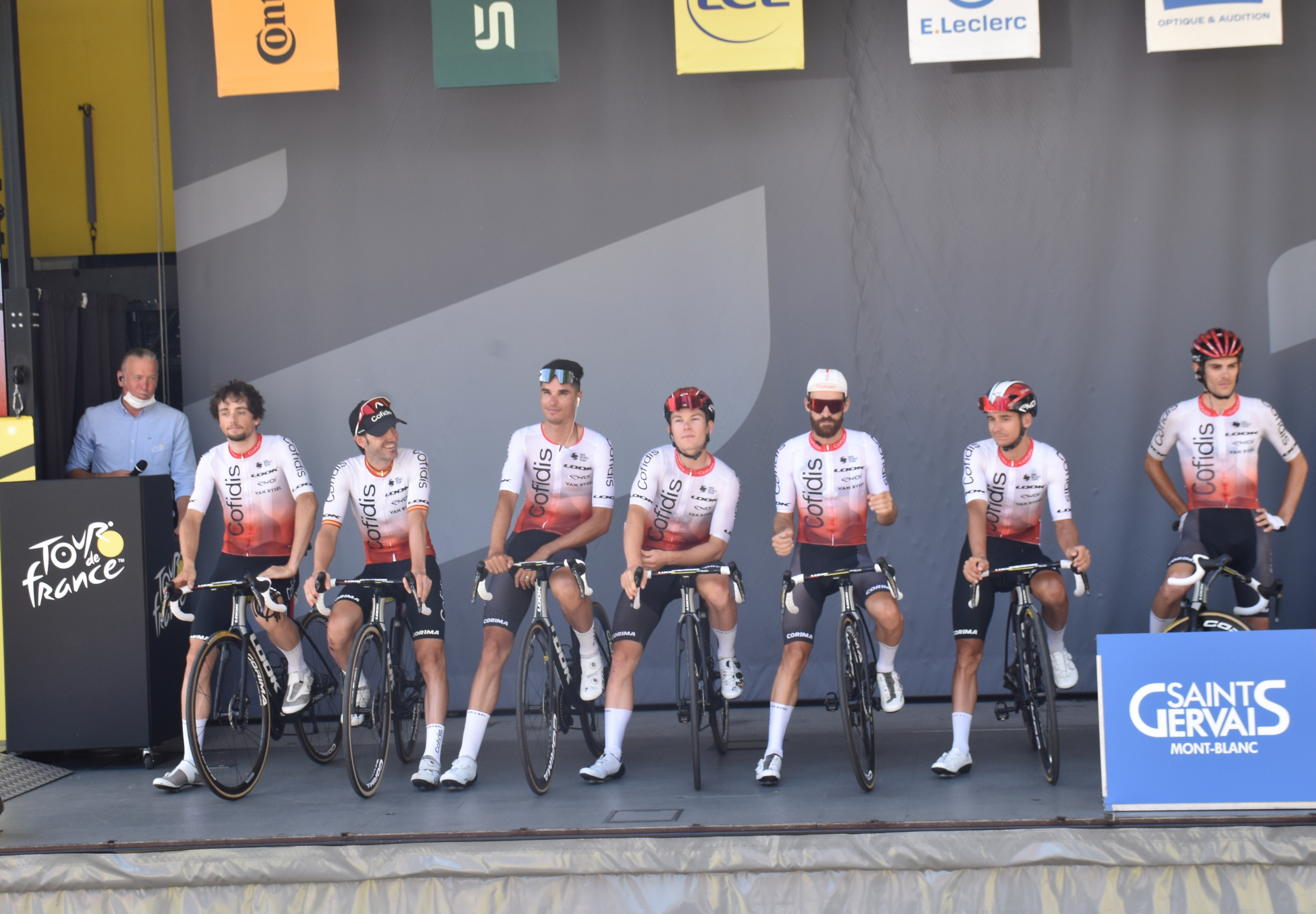
L'équipe Cofidis au départ de la 17e étape du Tour de France 2023.

  - 28 participations (1997, 1998, 1999, 2000, 2001, 2002, 2003, 2004, 2005, 2006, 2007, 2008, 2009, 2010, 2011, 2012, 2013, 2014, 2015, 2016, 2017, 2018, 2019, 2020, 2021, 2022, 2023, 2024)
  - 12 victoires d'étapes
    - 1 en 1997 : Laurent Desbiens
    - 1 en 2000 : David Millar
    - 1 en 2002 : David Millar
    - 1 en 2003 : David Millar
    - 2 en 2004 : Stuart O'Grady, David Moncoutié
    - 1 en 2005 : David Moncoutié
    - 1 en 2006 : Jimmy Casper
    - 2 en 2008 : Samuel Dumoulin, Sylvain Chavanel
    - 2 en 2023 : Victor Lafay, Ion Izagirre

  - Meilleur classement individuel : 3e pour Bobby Julich en 1998
  - Classements annexes : 3
    -  Classement par équipes : 1998
    -  Classement du meilleur grimpeur : 1998 (Christophe Rinero)
    -  Prix de la combativité : 2008 (Sylvain Chavanel)
- Tour d'Italie
  - 10 participations (2005, 2006, 2007, 2008, 2010, 2020, 2021, 2022, 2024, 2025)
  - 4 victoires d'étapes
    - 1 en 2006 : Rik Verbrugghe
    - 1 en 2010 : Damien Monier
    - 1 en 2021 : Victor Lafay
    - 1 en 2024 : Benjamin Thomas

  - Meilleur classement individuel : 13e pour Iván Parra en 2007

- Tour d'Espagne

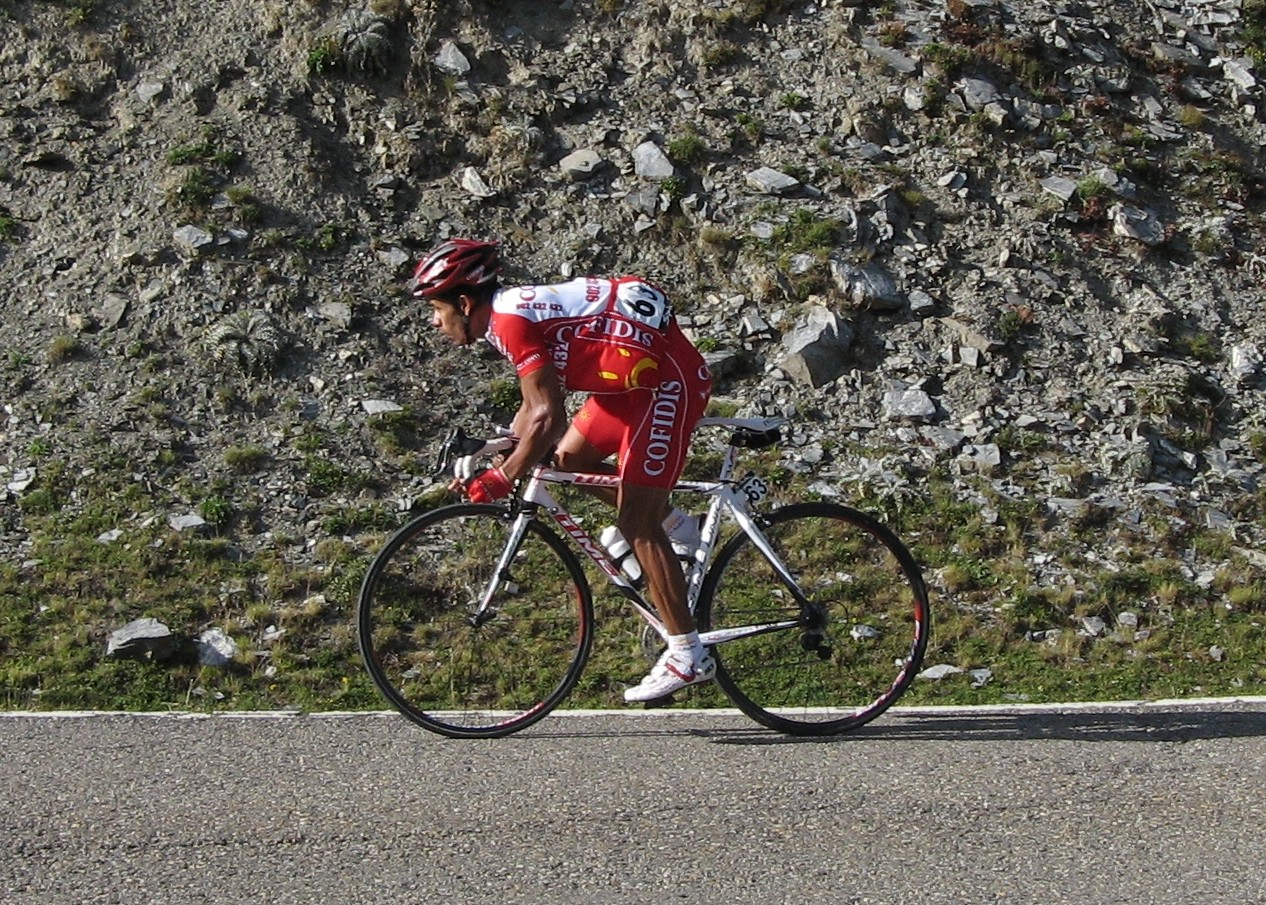
Leonardo Duque au Tour d'Espagne 2008

  - 27 participations (1997, 1998, 1999, 2001, 2002, 2003, 2004, 2005, 2006, 2007, 2008, 2009, 2010, 2011, 2012, 2013, 2014, 2015, 2016, 2017, 2018, 2019, 2020, 2021, 2022, 2023, 2024)
  - 17 victoires d'étapes
    - 2 en 1999 : Frank Vandenbroucke (2)
    - 1 en 2001 : David Millar
    - 1 en 2002 : Guido Trentin
    - 2 en 2003 : Luis Pérez Rodríguez, David Millar
    - 0 en 2005 : Leonardo Bertagnolli[60]
    - 1 en 2007 : Leonardo Duque
    - 1 en 2008 : David Moncoutié
    - 1 en 2009 : David Moncoutié
    - 1 en 2010 : David Moncoutié
    - 2 en 2011 : David Moncoutié, Rein Taaramäe
    - 1 en 2014 : Daniel Navarro
    - 1 en 2018 : Nacer Bouhanni
    - 1 en 2019 : Jesús Herrada
    - 1 en 2022 : Jesús Herrada
    - 1 en 2023 : Jesús Herrada

  - Meilleur classement individuel : 8e pour David Moncoutié en 2008
  - 7 classements annexes :
    -  Classement par points : 1999 (Frank Vandenbroucke)
    -  Classement du meilleur grimpeur : 2008, 2009, 2010, 2011 (David Moncoutié), 2013 (Nicolas Edet) et 2020 (Guillaume Martin)

## Coupe de France
Classement général individuel : 7
- 1998 (Nicolas Jalabert)
- 2010 (Leonardo Duque)
- 2011 (Tony Gallopin)
- 2012 (Samuel Dumoulin)
- 2014 (Julien Simon)
- 2015 (Nacer Bouhanni)
- 2018 (Hugo Hofstetter)

Classement du meilleur jeune : 3
- 2011 (Tony Gallopin)
- 2015 (Nacer Bouhanni)
- 2018 (Hugo Hofstetter)

Classement par équipes : 2
- 2018 et 2023

## Principaux coureurs depuis les débuts
Ce tableau présente les résultats obtenus au sein de l'équipe par une sélection de coureurs qui se sont distingués soit par le rôle de leader ou de capitaine de route qui leur a été attribué pendant tout ou partie de leur passage dans l'équipe, leur longévité au sein de celle-ci, soit en remportant une course majeure pour l'équipe, soit encore par leur place dans l'histoire du cyclisme en général. La majorité des coureurs cités se distinguent par plusieurs de ces caractéristiques.
| Nom                  | Naissance | Nationalité | Arrivée | Départ | Résultats |
| Christophe Capelle   | 1967      | France      | 1997    | 1998   | 1 étape de Paris-Nice (1998) |
| Francesco Casagrande | 1970      | Italie      | 1998    | 1998   | Clasica San Sebastian (1998) 3e du Tour de Romandie (1998) |
| Laurent Desbiens     | 1969      | France      | 1997    | 2000   | 1 étape du Tour de France (1997) 1 étape du Critérium du Dauphiné (1999) |
| Frank Vandenbroucke  | 1974      | Belgique    | 1999    | 2000   | Meilleur sprinteur du Tour d'Espagne (1999) Liège Bastogne Liège (1999) 2 étapes du Tour d'Espagne (1999) 1 étape de Paris-Nice (1999) 2e du Tour des Flandres (1999) |
| Christophe Rinero    | 1973      | France      | 1997    | 2001   | Meilleur grimpeur du Tour de France (1998) |
| Nico Mattan          | 1971      | Belgique    | 1999    | 2003   | 2 étapes de Paris-Nice (2003, 2001) |
| Angelo Lopeboselli   | 1977      | Italie      | 2000    | 2003   | 2e du Tour de Lombardie (2002) |
| Andrei Kivilev       | 1973      | Kazakhstan  | 2001    | 2003   | 1 étape du Critérium du Dauphiné (2001) 4e du Tour de France (2001) |
| David Millar         | 1977      | Royaume-Uni | 1997    | 2004   | 3 étapes du Tour de France (2003, 2002, 2000) 3 étapes du Tour d'Espagne (2003, 2x 2001) 2e du Critérium du Dauphiné (2003) |
| Philippe Gaumont     | 1973      | France      | 1997    | 2004   | Gand-Wevelgem (1997) |
| Hayden Roulston      | 1981      | Australie   | 2002    | 2004   | 1 étape du Tour de Pologne (2003) |
| Janek Tombak         | 1976      | Estonie     | 1998    | 2005   | 1 étape du Tour de Pologne (2002) |
| Dmitriy Fofonov      | 1976      | Kazakhstan  | 2001    | 2005   | 1 étape du Tour de Catalogne (2002) |
| Guido Trentin        | 1975      | Italie      | 2001    | 2005   | 1 étape du Tour d'Espagne (2002) |
| Cédric Vasseur       | 1970      | France      | 2002    | 2005   | 1 étape du Critérium du Dauphiné (2003) |
| Stuart O'Grady       | 1973      | Australie   | 2004    | 2005   | Cyclassics Hamburg (2004) 2 étapes du Critérium du Dauphiné (2004) 1 étape du Tour de France (2004) 3e de Milan-San Remo (2004) |
| Luis Perez           | 1974      | Espagne     | 2003    | 2006   | 1 étape du Tour d'Espagne (2003) |
| Jimmy Casper         | 1978      | France      | 2004    | 2006   | 1 étape du Tour de France (2006) |
| Leonardo Bertagnolli | 1978      | Italie      | 2005    | 2006   | 1 étape du Tour d'Espagne (2005) 1 étape de Tirreno-Adriatico (2006) |
| Michiel Elijzen      | 1982      | Pays-Bas    | 2006    | 2007   | 1 étape de l'Eneco Tour (2007) |
| Bradley Wiggins      | 1980      | Royaume-Uni | 2006    | 2007   | 1 étape du Critérium du Dauphiné (2007) |
| Sylvain Chavanel     | 1979      | France      | 2005    | 2008   | 1 étape de Paris-Nice (2008) 1 étape du Tour de Catalogne (2008) 1 étape du Tour de France (2008) |
| Rik Verbrugghe       | 1974      | Belgique    | 2006    | 2008   | 1 étape du Tour d'Italie (2006) |
| Nick Nuyens          | 1980      | Belgique    | 2007    | 2008   | 1 étape de l'Eneco Tour (2007) 2e du Tour des Flandres (2008) |
| Stéphane Augé        | 1974      | France      | 2005    | 2010   | 1 étape du Tour de Pologne (2006) |
| Amaël Moinard        | 1982      | France      | 2005    | 2010   | 1 étape de Paris-Nice (2010) |
| Julien El Fares      | 1985      | France      | 2008    | 2011   | 1 étape de Tirreno-Adriatico (2009) |
| David Moncoutié      | 1975      | France      | 1997    | 2012   | Meilleur grimpeur du Tour d'Espagne (2008, 2009, 2010, 2011) 1 étape du Tour du Pays basque (2005) 2 étapes du Tour de France (2005, 2004) 2 étapes du Critérium du Dauphiné (2009, 1999) 4 étapes du Tour d'Espagne (2011, 2010, 2009, 2008) 3e du Tour de Catalogne (2005) |
| Damien Monier        | 1982      | France      | 2004    | 2012   | 1 étape du Tour d'Italie (2010) |
| Leonardo Duque       | 1980      | France      | 2006    | 2012   | 1 étape du Tour d'Espagne (2007) |
| Samuel Dumoulin      | 1980      | France      | 2008    | 2012   | 1 étape du Tour de France (2008) 3 étapes du Tour de Catalogne (2x 2011, 2010) |
| Nico Sijmens         | 1978      | Belgique    | 2009    | 2013   | 1 étape du Tour d'Espagne (2010) |
| Rein Taaramäe        | 1987      | Estonie     | 2008    | 2014   | 1 étape du Tour d'Espagne (2011) 3e du Tour de Romandie (2009) 3e du Tour de Catalogne (2010) |
| Daniel Navarro       | 1983      | Espagne     | 2013    | 2018   | 1 étape du Tour d'Espagne (2014) |
| Nacer Bouhanni       | 1990      | France      | 2015    | 2019   | 1 étape de Paris-Nice (2016) 3 étapes du Critérium du Dauphiné (2016, 2x 2015) 3 étapes du Tour de Catalogne (2017, 2x 2016) 1 étape du Tour d'Espagne (2018) |
| Nicolas Edet         | 1987      | France      | 2011    | 2021   | Meilleur grimpeur du Tour d'Espagne (2013) |
| Christophe Laporte   | 1992      | France      | 2014    | 2021   | 2e d'À travers les Flandres (2021) |
| Victor Lafay         | 1996      | France      | 2019    | 2023   | 1 étape du Tour d'Italie (2021) 1 étape du Tour de France (2023) |
| Rémy Rochas          | 1996      | France      | 2021    | 2023   | 2e du Tour du Guangxi (2023) |
| Simon Geschke        | 1986      | Allemagne   | 2021    | 2024   | 3e du Tour de Romandie (2022) |
| Guillaume Martin     | 1993      | France      | 2020    | 2024   | Meilleur grimpeur du Tour d'Espagne (2020) 8e du Tour de France (2021) 9e du Tour d'Espagne (2021) 10e du Tour de France (2023) 3e du Critérium du Dauphiné (2020) |
| Jesús Herrada        | 1990      | Espagne     | 2018    |        | 3 étapes du Tour d'Espagne (2019, 2022, 2023) |
| Ion Izagirre         | 1989      | Espagne     | 2022    |        | 1 étape du Tour de France (2023) 1 étape du Tour du Pays basque (2022) 2e du Tour du Pays basque (2022) 3e du Tour du Pays basque (2023) 4e du Tour de Lombardie (2024) |
| Bryan Coquard        | 1992      | France      | 2022    |        | 2 étapes du Tour Down Under (2023, 2025) 1 étape du Tour de Suisse (2024) |
| Benjamin Thomas      | 1995      | France      | 2022    |        | 1 étape du Tour d'Italie (2024) |
| Alex Aranburu        | 1995      | Espagne     | 2025    |        | 1 étape du Tour du Pays basque (2025) |

## Cofidis en 2025
| Effectif 2025               | Effectif 2025     | Effectif 2025 | Effectif 2025                      |
| Cycliste                    | Date de naissance | Pays          | Équipe précédente                  |
| --------------------------- | ----------------- | ------------- | ---------------------------------- |
| Piet Allegaert              | 20 janvier 1995   | Belgique      | Sport Vlaanderen-Baloise (2019)    |
| Stanisław Aniołkowski       | 20 janvier 1997   | Pologne       | Human Powered Health (2023)        |
| Alex Aranburu               | 19 septembre 1995 | Espagne       | Movistar Team (2024)               |
| Emanuel Buchmann            | 18 novembre 1992  | Allemagne     | Red Bull-Bora-Hansgrohe (2024)     |
| Simon Carr                  | 29 août 1998      | Royaume-Uni   | EF Education-EasyPost (2024)       |
| Bryan Coquard               | 25 avril 1992     | France        | B&B Hotels p/b KTM (2021)          |
| Aimé De Gendt               | 17 juin 1994      | Belgique      | Intermarché-Circus-Wanty (2023)    |
| Nicolas Debeaumarché        | 24 février 1998   | France        | Saint Michel-Mavic-Auber 93 (2023) |
| Valentin Ferron             | 8 février 1998    | France        | TotalEnergies (2024)               |
| Eddy Finé (1 janv.–27 juin) | 20 novembre 1997  | France        | VC Villefranche Beaujolais (2019)  |
| Milan Fretin                | 19 mars 2001      | Belgique      | Team Flanders-Baloise (2023)       |
| Jesús Herrada               | 26 juillet 1990   | Espagne       | Movistar Team (2017)               |
| Ion Izagirre                | 4 février 1989    | Espagne       | Astana-Premier Tech (2021)         |
| Clément Izquierdo           | 16 février 2002   | France        | AVC Aix-en-Provence (2024)         |
| Oliver Knight               | 25 janvier 2001   | Royaume-Uni   | AVC Aix-en-Provence (2023)         |
| Jonathan Lastra             | 3 juin 1993       | Espagne       | Caja Rural-Seguros RGA (2022)      |
| Jan Maas                    | 19 février 1996   | Pays-Bas      | Team Jayco AlUla (2024)            |
| Nolann Mahoudo              | 17 novembre 2002  | France        | CIC U Nantes Atlantique (2023)     |
| Sam Maisonobe               | 8 septembre 2003  | France        | Vendée U Pays de la Loire (2024)   |
| Sylvain Moniquet            | 14 janvier 1998   | Belgique      | Lotto Dstny (2024)                 |
| Stefano Oldani              | 10 janvier 1998   | Italie        | Alpecin-Deceuninck (2023)          |
| Paul Ourselin               | 13 avril 1994     | France        | TotalEnergies (2024)               |
| Anthony Perez               | 22 avril 1991     | France        | AVC Aix-en-Provence (2015)         |
| Alexis Renard               | 1 juin 1999       | France        | Israel Start-Up Nation (2021)      |
| Ludovic Robeet              | 22 mai 1994       | Belgique      | Bingoal WB (2023)                  |
| Sergio Samitier             | 31 août 1995      | Espagne       | Movistar Team (2024)               |
| Dylan Teuns                 | 1 mars 1992       | Belgique      | Israel-Premier Tech (2024)         |
| Benjamin Thomas             | 12 septembre 1995 | France        | Groupama-FDJ (2021)                |
| Hugo Toumire                | 5 octobre 2001    | France        | VC Rouen 76 (2021)                 |
| Damien Touzé                | 7 juillet 1996    | France        | Decathlon-AG2R La Mondiale (2024)  |
|                             |                   |               |                                    |
| Source : ProCyclingStats    |                   |               |                                    |

### Victoires
| Victoires | Victoires                           | Victoires | Victoires | Victoires       | Victoires |
| Date      | Course                              | Pays      | Classe    | Vainqueur       |           |
| --------- | ----------------------------------- | --------- | --------- | --------------- | --------- |
| 24 janv.  | 4e étape du Tour Down Under         | Australie | 2.UWT     | Bryan Coquard   |           |
| 2 fév.    | Grand Prix Cycliste La Marseillaise | France    | 1.1       | Valentin Ferron |           |
| 16 fév.   | Clásica de Almería                  | Espagne   | 1.Pro     | Milan Fretin    |           |
| 22 fév.   | 4e étape du Tour de l'Algarve       | Portugal  | 2.Pro     | Milan Fretin    |           |
| 9 avr.    | 3e étape du Tour du Pays basque     | Espagne   | 2.UWT     | Alex Aranburu   |           |
| 16 avr.   | Tour du Limbourg                    | Belgique  | 1.1       | Milan Fretin    |           |

## Saisons précédentes
| - Saison 2005 - Saison 2006 - Saison 2007 - Saison 2008 - Saison 2009 - Saison 2010 - Saison 2011 | - Saison 2012 - Saison 2013 - Saison 2014 - Saison 2015 - Saison 2016 - Saison 2017 - Saison 2018 | - Saison 2019 - Saison 2020 - Saison 2021 - Saison 2022 - Saison 2023 - Saison 2024 - Saison 2025 |